# (40248) Yukikajiura
(40248) Yukikajiura est un astéroïde de la ceinture principale.

## Description
(40248) Yukikajiura est un astéroïde de la ceinture principale. Il fut découvert le 12 décembre 1998 à l'observatoire Goodricke-Pigott par Roy A. Tucker. Il présente une orbite caractérisée par un demi-grand axe de 2,64 UA, une excentricité de 0,21 et une inclinaison de 14,0° par rapport à l'écliptique.
L'astéroïde est nommé en l'honneur de la compositrice et productrice musicale japonaise Yuki Kajiura (1965-).